# Kombilok

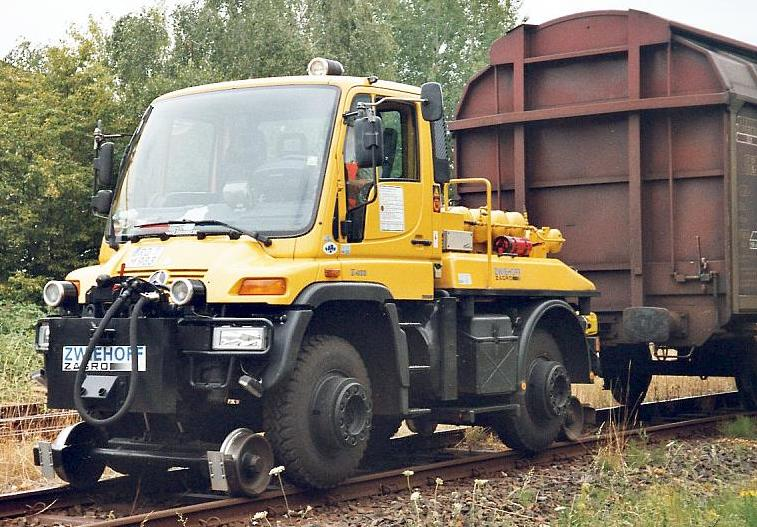
Ett Unimog tvåvägslok

Kombilok, eller tvåvägslok, är en modifierad truck, traktor eller dragbil, som med hjälp av en hissbar hjulaxel med järnvägshjul kan köras både på plan mark och på järnvägsräls. Kombilok används som alternativ till konventionella växellok för att rangera tåg och enskilda järnvägsvagnar i kombiterminaler, hamnar eller andra godsbangårdar, eller att dra tåg kortare transportsträckor. Konstruktionen är snarlik en rälsbil.
Kombilok som används på kombiterminaler i Sverige är i grunden terminaltraktor, som utrustats med kompletterande järnvägshjul och  försedda med kompressor och tryckluftstankar för att kunna kopplas till bromssystemet på järnvägsvagnarna. Konstruktionen är snarlik andra rälsbilar.
Tillverkare av kombilok är bland andra tyska Unimog och Zwiehoff, belgiska Uca och nederländska Terberg/Zagro.

## Bildgalleri

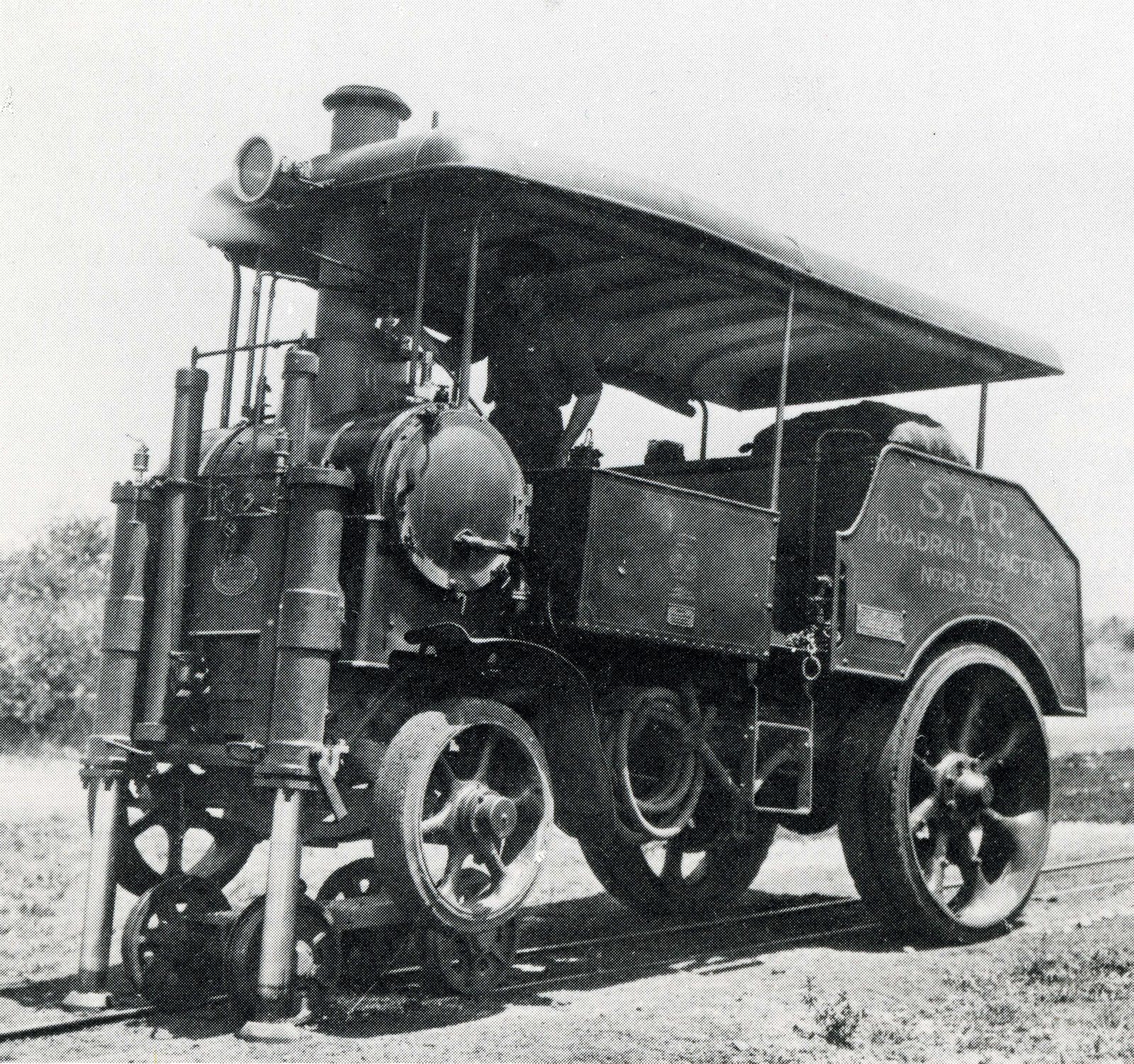
Kombilok, Dutton's Road-Rail Tractor, en ombyggd William Beardmore ångdriven traktor, omkring 1923
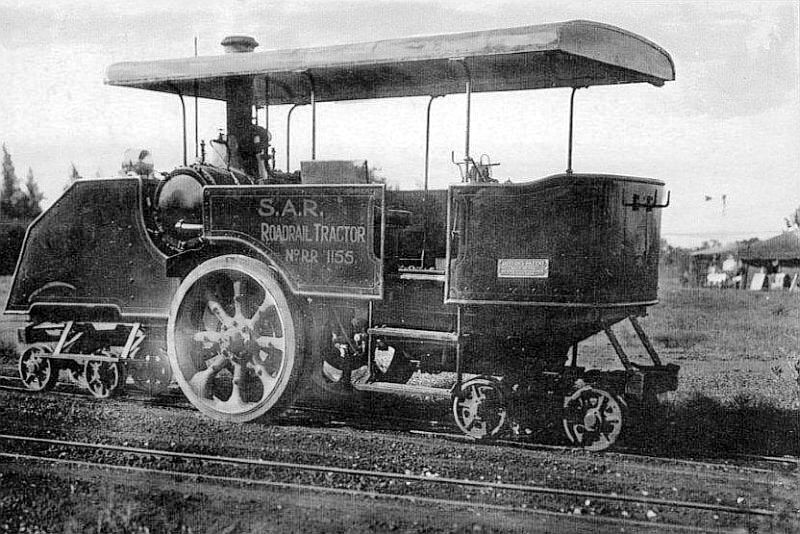
Sydafrikansk Dutton Road-Rail Tractor, omkring 1923
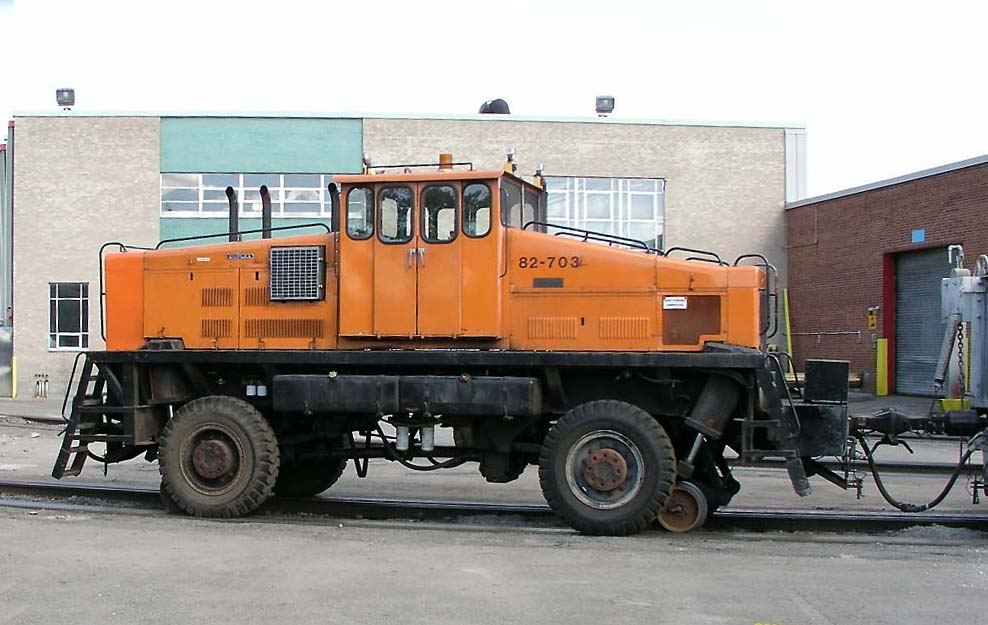
Kombilok, använt i Montréals tunnelbana i Kanada, omkring 2004
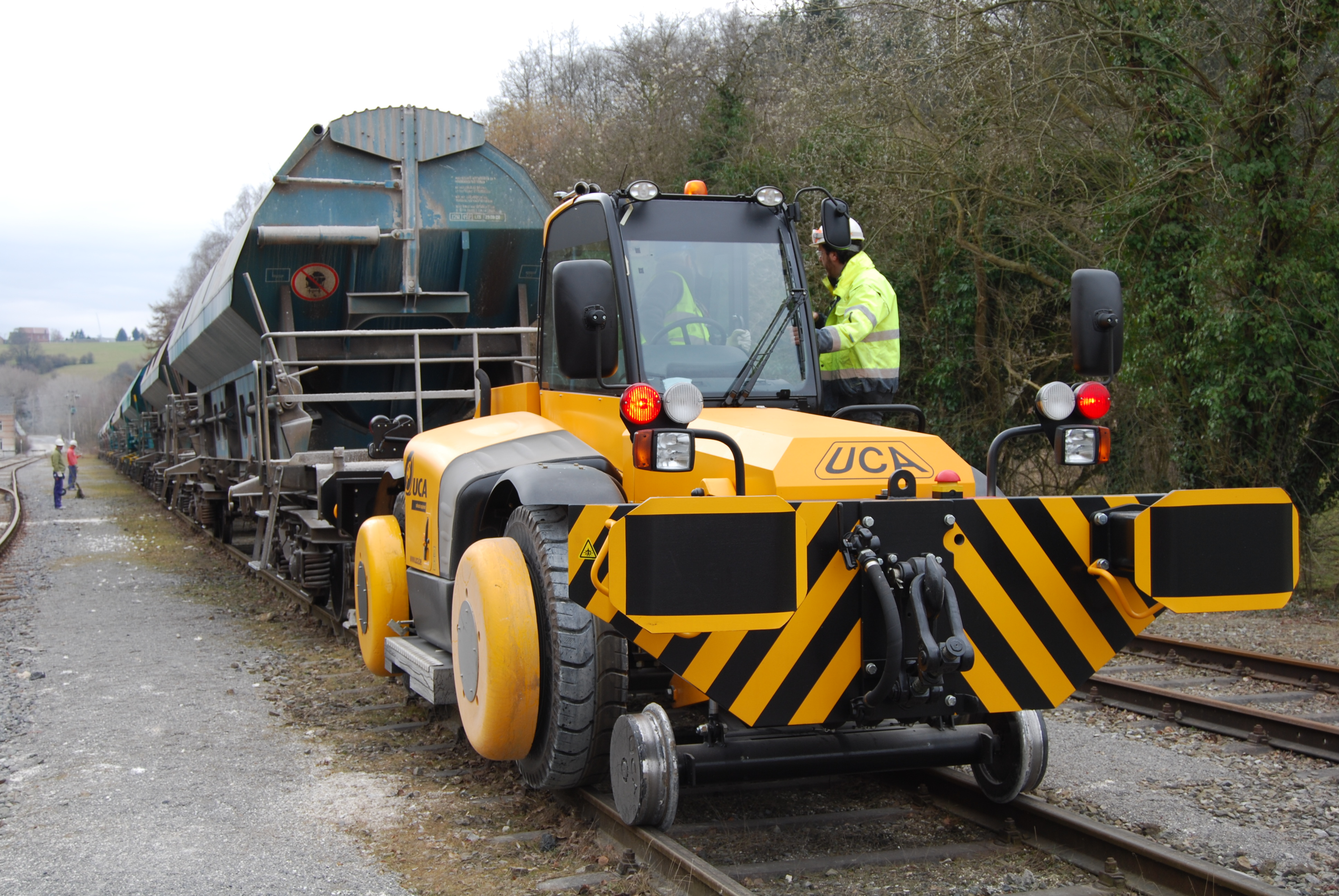
Kombiväxellok modell Uca-Trac B16
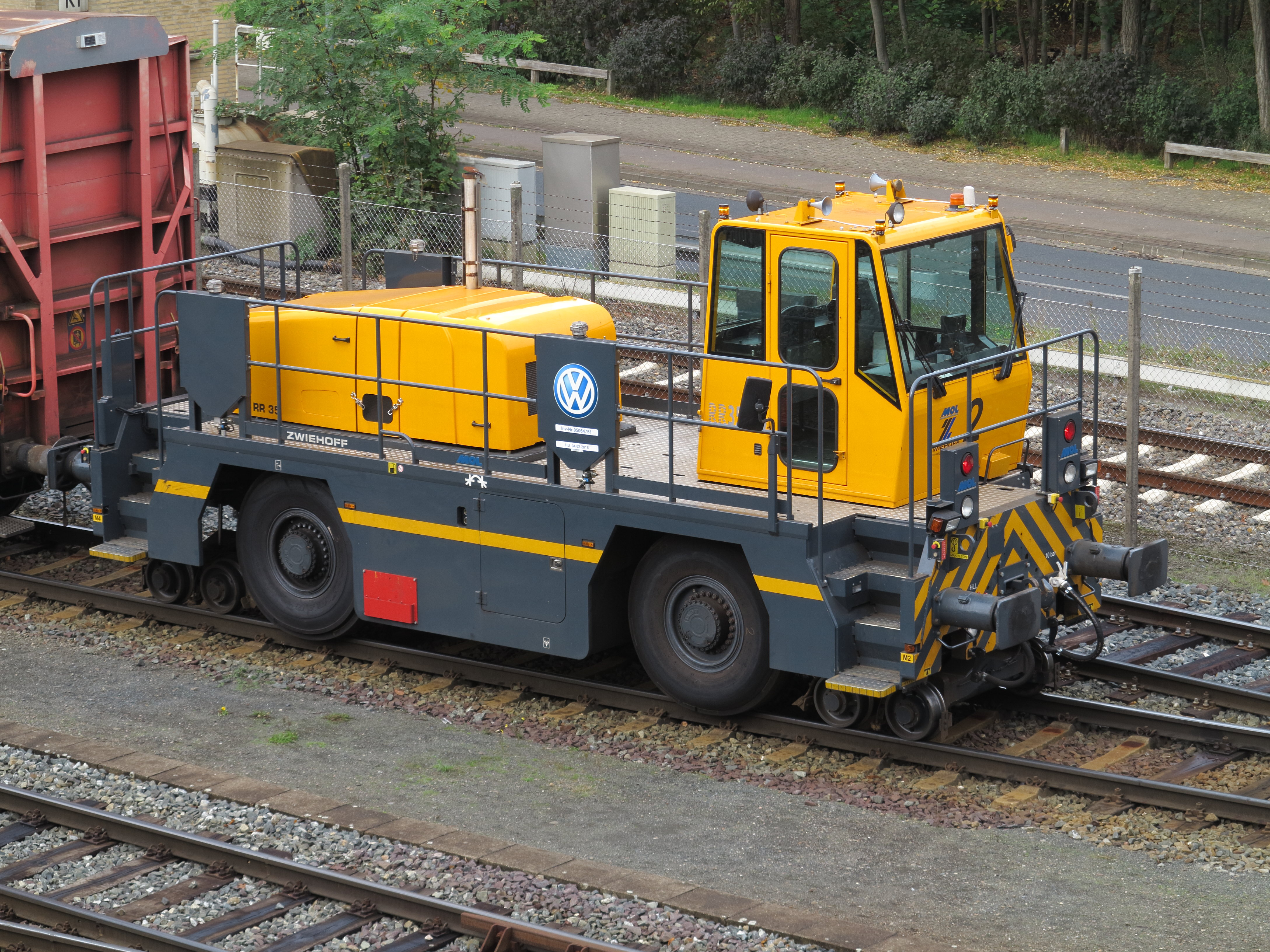
Ett Zweihoff Rotrac kombilok vid Volkswagenwerk Braunschweig i Tyskland
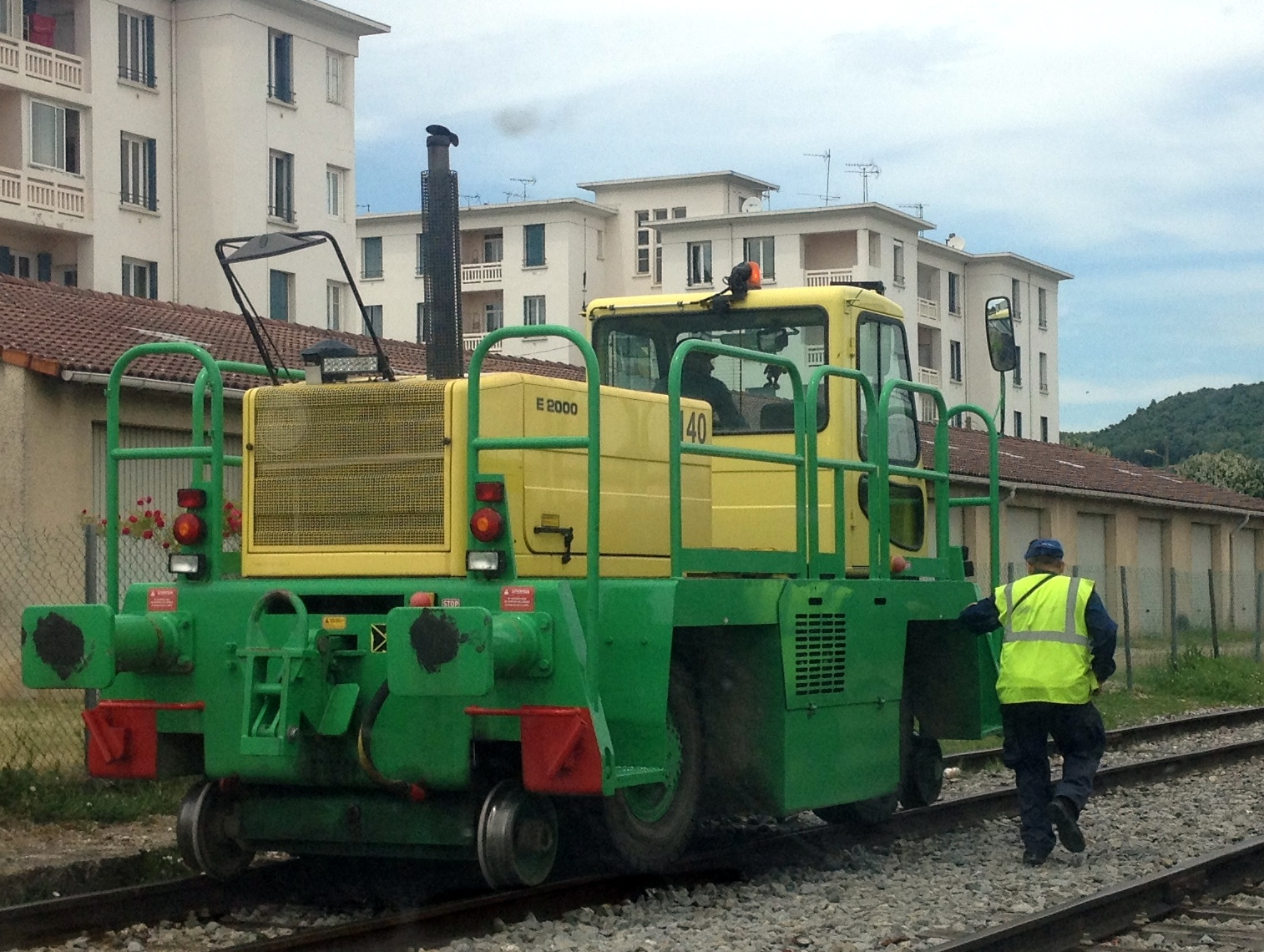
Kombilok på utfart från textil- och kemifabriren i Saint-Maurice-de-Beynost i Frankrike
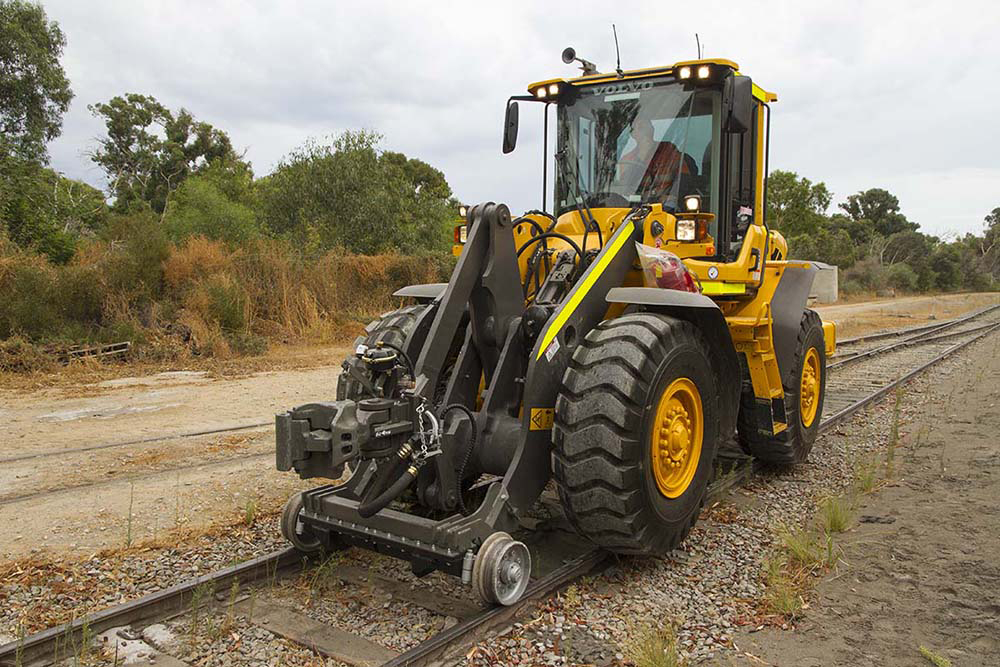
Volvo hjullastare som kombilok.